# Gas ácido

Diágrama de flujo de procedimiento de un proceso de tratamiento de amina típico utilizado en las refinerías de petróleo, plantas de procesamiento de gas natural y otras instalaciones industriales.

Gas ácido es una tipología particular de gas natural o cualquier otra mezcla de gases que contiene cantidades significativas de sulfuro de hidrógeno (H2S), dióxido de carbono (CO2) o gases ácidos similares.
Los conceptos de gas ácido y gas agrio a menudo se tratan incorrectamente como sinónimos. En sentido estricto, un gas amargo es cualquier gas que contiene específicamente sulfuro de hidrógeno en cantidades significativas; un gas ácido, es cualquier gas que contiene cantidades significativas de gases ácidos, como el dióxido de carbono (CO2) o el sulfuro de hidrógeno. Por lo tanto, el dióxido de carbono por sí mismo es un gas agrio, pero no un gas ácido.

## Procesamiento y seguridad
Antes de poder utilizar un gas natural bruto o crudo, que contenga sulfuro de hidrógeno y/o dióxido de carbono, el gas bruto debe ser tratado para reducir las impurezas a niveles aceptables y esto se hace comúnmente con un proceso de tratamiento de gas con aminas. El H2S eliminado se convierte consiguientemente en un subproducto de azufre elemental, en un proceso de Claus o alternativamente se convierte en ácido sulfúrico valioso, en una unidad de proceso de ácido sulfúrico húmedo (abreviadamente, proceso WSA ).
Los procesos dentro de las refinerías de petróleo o las plantas de procesamiento de gas natural, que eliminan los mercaptanos y/o sulfuro de hidrógeno se denominan comúnmente procesos de "endulzado", porque dan como resultado productos que ya no tienen los olores agrios y desagradables de los mercaptanos y el sulfuro de hidrógeno.
El sulfuro de hidrógeno es un gas tóxico. También restringe los materiales que se pueden utilizar para las tuberías y otros equipos para manejar el gas ácido, ya que muchos metales son sensibles al agrietamiento por tensión de sulfuro.
El dióxido de carbono en concentraciones de 7% a 10,1% causa mareos, dolor de cabeza, disfunción visual y auditiva, y pérdida de conciencia desde unos pocos minutos a una hora. Las concentraciones superiores al 17% son letales cuando se exponen durante más de un minuto.